# Tan Binh
Tan Binh este un district central în Ho Și Min (oraș), Vietnam. 